# Supersport-Weltmeisterschaft 2000
Die Supersport-WM-Saison 2000 war die zweite in der Geschichte der FIM-Supersport-Weltmeisterschaft. Es wurden elf Rennen ausgetragen.

## Punkteverteilung
Weltmeister wird derjenige Fahrer beziehungsweise der Hersteller, der bis zum Saisonende die meisten Punkte in der Weltmeisterschaft angesammelt hat. Bei der Punkteverteilung werden die Platzierungen im Gesamtergebnis des jeweiligen Rennens berücksichtigt. Die fünfzehn erstplatzierten Fahrer jedes Rennens erhalten Punkte nach folgendem Schema:
| Punkteverteilung | Punkteverteilung | Punkteverteilung | Punkteverteilung | Punkteverteilung | Punkteverteilung | Punkteverteilung | Punkteverteilung | Punkteverteilung | Punkteverteilung | Punkteverteilung | Punkteverteilung | Punkteverteilung | Punkteverteilung | Punkteverteilung | Punkteverteilung |
| ---------------- | ---------------- | ---------------- | ---------------- | ---------------- | ---------------- | ---------------- | ---------------- | ---------------- | ---------------- | ---------------- | ---------------- | ---------------- | ---------------- | ---------------- | ---------------- |
| Platz            | 1                | 2                | 3                | 4                | 5                | 6                | 7                | 8                | 9                | 10               | 11               | 12               | 13               | 14               | 15               |
| Punkte           | 25               | 20               | 16               | 13               | 11               | 10               | 9                | 8                | 7                | 6                | 5                | 4                | 3                | 2                | 1                |

In die Wertung kamen alle erzielten Resultate.

## Rennergebnisse
|    | Datum  | Rennen         | Strecke        | Pole-Position        | Platz 1           | Platz 2           | Platz 3           | Schn. Rennrunde   | Gesamtführender Fahrer | Gesamtführender Konstrukteur |
| -- | ------ | -------------- | -------------- | -------------------- | ----------------- | ----------------- | ----------------- | ----------------- | ---------------------- | ---------------------------- |
| 1  | 23.04. | Australien     | Phillip Island | Rubén Xaus           | Jamie Whitham     | Paolo Casoli      | Stéphane Chambon  | Jamie Whitham     | Jamie Whitham          | Yamaha                       |
| 2  | 30.04. | Japan          | Sugo           | Christian Kellner    | Jörg Teuchert     | Christian Kellner | Stéphane Chambon  | Jörg Teuchert     | Jamie Whitham          | Yamaha                       |
| 3  | 14.05. | Großbritannien | Donington      | Karl Muggeridge      | Stéphane Chambon  | Jamie Whitham     | Jörg Teuchert     | Jörg Teuchert     | Jamie Whitham          | Yamaha                       |
| 4  | 21.05. | Italien        | Monza          | Rubén Xaus           | Paolo Casoli      | Jamie Whitham     | Karl Muggeridge   | Christophe Cogan  | Jamie Whitham          | Yamaha                       |
| 5  | 04.06. | Deutschland    | Hockenheim     | Paolo Casoli         | Jörg Teuchert     | Rubén Xaus        | Stéphane Chambon  | Christian Kellner | Jamie Whitham          | Yamaha                       |
| 6  | 18.06. | San Marino     | Misano         | Paolo Casoli         | Christian Kellner | Paolo Casoli      | Jörg Teuchert     | Jörg Teuchert     | Jörg Teuchert          | Yamaha                       |
| 7  | 25.06. | Spanien        | Valencia       | Jörg Teuchert        | Christian Kellner | Jörg Teuchert     | Pere Riba         | Iain MacPherson   | Jörg Teuchert          | Yamaha                       |
| 8  | 06.08. | Europa         | Brands Hatch   | Karl Muggeridge      | Paolo Casoli      | Karl Muggeridge   | Iain MacPherson   | Iain MacPherson   | Jörg Teuchert          | Yamaha                       |
| 9  | 03.09. | Niederlande    | Assen          | Stéphane Chambon     | Rubén Xaus        | Stéphane Chambon  | Christer Lindholm | Jamie Whitham     | Paolo Casoli           | Yamaha                       |
| 10 | 10.09. | Deutschland    | Oschersleben   | Karl Muggeridge      | Stéphane Chambon  | Karl Muggeridge   | Fabien Foret      | Jörg Teuchert     | Stéphane Chambon       | Yamaha                       |
| 11 | 15.10. | Großbritannien | Brands Hatch   | Piergiorgio Bontempi | Karl Muggeridge   | Jörg Teuchert     | Jamie Whitham     | Jörg Teuchert     | Jörg Teuchert          | Yamaha                       |

## Fahrerwertung
| 1  | Jörg Teuchert        | Yamaha YZF-R6    | Alpha Technik Yamaha | 136 |
| 2  | Paolo Casoli         | Ducati 748 RS    | Ducati Infostrada    | 133 |
| 3  | Stéphane Chambon     | Suzuki GSX-R 600 | Suzuki Alstare       | 133 |
| 4  | Christian Kellner    | Yamaha YZF-R6    | Alpha Technik Yamaha | 122 |
| 5  | Karl Muggeridge      | Honda CBR 600    | Ten Kate Honda       | 113 |
| 6  | Jamie Whitham        | Yamaha YZF-R6    | Yamaha Belgarda      | 104 |
| 7  | Rubén Xaus           | Ducati 748 RS    | Ducati Infostrada    | 77  |
| 8  | Iain MacPherson      | Kawasaki ZX-6R   | Kawasaki Racing      | 74  |
| 9  | Fabrizio Pirovano    | Suzuki GSX-R 600 | Suzuki Alstare       | 61  |
| 10 | Andrew Pitt          | Kawasaki ZX-6R   | Kawasaki Racing      | 60  |
| 11 | Massimo Meregalli    | Yamaha YZF-R6    | Yamaha Belgarda      | 58  |
| 12 | Piergiorgio Bontempi | Ducati 748 R     | D.C.R. Pirelli       | 51  |
| 13 | Pere Riba            | Honda CBR 600 F  | Castrol Honda        | 44  |
| 14 | Christophe Cogan     | Yamaha YZF-R6    | BKM Racing           | 42  |
| 15 | Werner Daemen        | Yamaha YZF-R6    | Yamaha Belgium       | 38  |
| 16 | Christer Lindholm    | Yamaha YZF-R6    | Dee Cee Jeans Racing | 34  |
| 17 | Antonio Carlacci     | Yamaha YZF-R6    | GiMotorsport         | 28  |
|    | Cristiano Migliorati | Suzuki GSX-R 600 | Metalsistem Endoug   | 28  |
| 19 | Fabien Foret         | Ducati 748 R     | D.C.R. Pirelli       | 23  |
|    | Wilco Zeelenberg     | Yamaha YZF-R6    | Dee Cee Jeans Racing | 23  |
| 21 | Chris Vermeulen      | Honda CBR 600 F  | Castrol Honda        | 16  |
| 22 | Karl Harris          | Suzuki GSX-R 600 | Metalsistem Endoug   | 14  |

| 23 | William Costes     | Honda CBR 600    | Honda France Elf         | 13 |
|    | Adam Fergusson     | Honda CBR 600    | Mobil Honda Racing       | 13 |
|    | Jim Moodie         | Yamaha YZF-R6    | V&M Racing               | 13 |
| 26 | Shinya Takeishi    | Honda CBR 600 F  | Castrol Honda            | 10 |
| 27 | Franco Brugnara    | Yamaha YZF-R6    | GiMotorsport             | 9  |
| 28 | Michele Malatesta  | Suzuki GSX-R 600 | Monza Corse              | 8  |
|    | Stefan Nebel       | Yamaha YZF-R6    | Fujifilm Karthin Racing  | 8  |
|    | Harry Van Beek     | Yamaha YZF-R6    | Yamaha Motors Nederland  | 8  |
| 31 | Vittorio Iannuzzo  | Yamaha YZF-R6    | Lorenzini-Team Italia    | 7  |
| 32 | Norino Brignola    | Yamaha YZF-R6    | Lorenzini by Leoni       | 6  |
|    | Stefano Cruciani   | Ducati 748       | Team Rox                 | 6  |
|    | James Ellison      | Honda CBR 600    | Ten Kate Honda           | 6  |
| 35 | Yves Briguet       | Ducati 748       | D.F.X. Racing            | 5  |
| 36 | Ichiro Asai        | Ducati 748 R     | Foundation               | 3  |
|    | Kyro Verstraeten   | Yamaha YZF-R6    | Yamaha Belgium           | 3  |
| 38 | Fabio Capriotti    | Yamaha YZF-R6    | Lorenzini-Team Italia    | 2  |
|    | Gary Mason         | Kawasaki ZX-6R   | Mason Motorsport         | 2  |
|    | Chad Turnbull      | Kawasaki ZX-6R   | Turnbull Kawasaki Racing | 2  |
| 41 | Igor Jerman        | Ducati 748 RS    | TDC Desenzano Corse      | 1  |
|    | David Muscat       | Ducati 748       | D.F.X. Racing            | 1  |
|    | Dean Thomas        | Ducati 748       | D&E Ducati Racing UK     | 1  |
|    | Walter Tortoroglio | Ducati 748       | D.F.X. Racing            | 1  |

## Konstrukteurswertung
| 1 | Yamaha   | 225 |
| 2 | Ducati   | 186 |
| 3 | Suzuki   | 165 |
| 4 | Honda    | 155 |
| 5 | Kawasaki | 98  |